# Violoncelli da camera

Violoncelli da camera. Snímek z roku 1996, zleva Evžen Rattay, Marie Hixová, Václav Jírovec, Andrea Rattayová, Václav Bernášek

Violoncelli da camera je český hudební soubor, který vznikl v roce 1988 z violoncellistů pěti předních českých komorních souborů: Talichova kvarteta (Evžen Rattay), Kocianova kvarteta (Václav Bernášek), Stamicova kvarteta (Vladimír Leixner), Foerstrova tria (Václav Jírovec) a Nového pražského tria (Jan Zvolánek).

## Historie
Vznik souboru byl inspirován existencí a popularitou zahraničních violoncellových souborů. Duší a uměleckým vedoucím byl Evžen Rattay, ostatní členové se v průběhu let měnili: od roku 1992 se stálým členem stala Marie Hixová, od roku 1993 Andrea Rattayová, od roku 1997 Tomáš Strašil. Někdy souboru vypomohli také Petr Hejný a Jitka Vlašánková. Personální proměnlivost byla od počátku nutností, neboť bylo těžké časově zkoordinovat koncertní programy a turné pěti souborů, kterým v případě koncertu Violoncelli da camera chyběl violoncellista. Soubor se musel vyrovnávat také s úmrtím svých členů (J. Zvolánek 1994, V. Jírovec 2000, V. Leixner 2007). Po smrti Evžena Rattaye (2015) je jeho další existence značně nejistá.
Ansámbl pěti violoncell využívá zejména výjimečného rozsahu a zajímavé barvy tónu nástroje. Vzniká tak zvláštní a neotřelá souhra.[zdroj⁠?!] Soubor se nebojí ani hudebních žertů, často na svůj účet, a tak dochází k bezprostřednímu kontaktu s publikem. Každý koncert doprovázel Evžen Rattay živým slovem – kromě krátkého představení souboru, jeho vzniku a vývoje vždy také stručně uvedl každou skladbu bezprostředně před jejím provedením. Repertoár představují jednak skladby komponované přímo pro soubor (např. Jiří Kollert: Ritornel I., Luboš Sluka: Taneční suita na paměť Jaroslava Ježka, Jan Málek: Quando io sarchiava'l lino - variace na českou lidovou píseň), jednak úpravy starších děl, které nejčastěji prováděl Václav Jírovec a Evžen Rattay – jedná se o nejrůznější hudební styly zahrnující nejen barokní hudbu a klasickou hudbu, ale i španělský folklór či jazz (např. Marin Marais: La folia, Manuel de Falla: Španělská suita, Nikolaj Rimsky-Korsakov: Let čmeláka, Karel Hašler: Ragtime).
Violoncelli da camera se pravidelně představovali na Jihočeském hudebním festivalu v Mladé Vožici a koncertovali v mnoha českých a moravských městech. Kromě toho vystupovali také v zahraničí (Švýcarsko, Francie, Rakousko, Maďarsko, Slovensko), přičemž velmi úspěšné bylo zejména turné devíti zcela vyprodaných koncertů v Japonsku v roce 1993. Stranou jejich zájmu nestály ani světové hudební festivaly – v 90. letech 20. století se zúčastnili světového festivalu violoncellových souborů ve francouzském městě Beauvais a také letního hudebního festivalu na řeckém ostrově Korfu.
Mimo rozhlasové a televizní nahrávky vydali CD s názvem Cello party.